# Daniel Menco
Daniel Menco Prieto (Arica, 23 de diciembre de 1975-ibidem, 19 de mayo de 1999) fue un estudiante chileno, asesinado, a la edad de 23 años, por un funcionario perteneciente a Carabineros de Chile, el día 19 de mayo de 1999, durante el Gobierno de Eduardo Frei Ruiz-Tagle (Concertación), en el marco de las movilizaciones estudiantiles de la Universidad de Tarapacá, lugar donde estudiaba auditoría.

## Muerte
Faltaban 2 días para el 21 de mayo, día en el que se celebran las glorias navales en Chile y el presidente de la república inaugura las sesiones ordinarias del Poder Legislativo con un discurso donde da cuenta pública al país de su gestión. En todo el país se realizaban movilizaciones estudiantiles debido al déficit del Fondo Solidario de Crédito Universitario. Ese año, la Universidad de Tarapacá tenía un déficit de aproximadamente $200 millones. 
Además de Menco, hubo en Arica otros tres jóvenes heridos con proyectiles y uno por una bomba lacrimógena. El propio rector de la Universidad de Tarapacá protestó contra la violencia policial y exigió una investigación rigurosa[cita requerida].
Carabineros, desde un principio, dijo que el balín causante de la muerte de Menco era de goma[cita requerida]. Posteriormente se demostró lo contrario. Norman Vargas Aragón, comisario de la Primera Comisaría de Carabineros de Arica, utilizó una escopeta Winchester calibre 12, la que dispara balines de acero, cuyo uso está prohibido en actos donde participen estudiantes, niños y mujeres, según una ordenanza interna de la policía uniformada. Uno de estos balines fue a parar a la cabeza del estudiante, que agonizó durante unos días hasta fallecer finalmente.

## Testimonio
Una estudiante de periodismo de la Universidad de Tarapacá deja su testimonio anónimamente en un sitio web:

Miércoles 19 de mayo de 1999. Con espanto observo desde las ventanas del 2° piso de la Biblioteca de la Universidad cómo las fuerzas de orden atropellan mi casa de estudios. Bombas lacrimógenas por todo el campus, estudiantes corriendo, aire irrespirable, según los noticieros la situación se repite a lo largo del país. Esa misma noche, en Arica, un estudiante de la Universidad de Tarapacá recibe un "balín" en su cabeza que lo deja en estado vegetal, su muerte es inminente. Sin duda, este joven, Daniel Menco, fue el más perjudicado. Su muerte quedará grabada en las memorias de todos los estudiantes que más de una vez hemos marchado y gritado por las calles de nuestras ciudades reclamando por lo que creemos justo. Así como él, pudo haber sido cualquiera... Ése balín no era de goma, y Daniel Menco no era un delincuente, era uno de nosotros, de los que ese día marchamos por nuestro derecho a la educación. Ojalá hoy pudiéramos recuperar su derecho a la vida."
Anónimo

## Sentencias judiciales
Recién el 10 de enero de 2003 la Corte Marcial se pronuncia y da una sentencia: tres años de presidio por el delito de cuasidelito de homicidio, determinando además que cumpla su pena de manera remitida sin ingresar a un recinto carcelario para cumplirla.
Sin embargo, el 13 de mayo de 2005, la Corte Suprema dejó pendiente dicho fallo, debido a que aceptó un recurso de casación, interpuesto por el ahora mayor en retiro de Carabineros, Norman Vargas Aragón.
Finalmente, el 22 de septiembre de 2010, en fallo unánime, se ratificó el dictamen del Segundo Juzgado de Letras de Arica, que ordenó pagar $180 millones de pesos chilenos (aproximadamente U$330,000) a los padres de la víctima y $50 millones de pesos chilenos (aproximadamente U$90,000) a cada uno de sus hermanos como indemnización por el daño moral que les provocó la muerte del estudiante.
La resolución establece que al Estado chileno le cabe responsabilidad por el actuar "negligente" de Carabineros, que reprimió con armas indebidas la protesta.
"Los funcionarios de Carabineros que intervinieron en los sucesos dañinos, en especial (el mayor) Norman Vargas Aragón, actuaron en forma negligente, sin adoptar el cuidado debido en una actividad de máximo riesgo", indica el dictamen, afirmando que "en ningún caso debió usarse ese tipo de proyectiles para el control de la manifestación".
Por este motivo, concluye que "ha existido falta de servicio por parte del Estado de Chile, pues la organización estatal no funcionó como debía al momento de velar por la mantención del orden público, ya que lo hizo en forma negligente, antijurídica (...) En consecuencia, el Estado debe responder directamente por esa actuación".
En noviembre de 2010, la Tercera Sala de la Corte Suprema, ratificó en forma unánime la condena civil contra el Estado de Chile, rechazando el recurso de casación interpuesto por el Consejo de Defensa del Estado.

## Legado
Desde entonces Daniel Menco, junto a otros, es un ícono de los asesinados en democracia por las fuerzas policiales chilenas. Todos los 19 de mayo se producen enfrentamientos entre manifestantes y Carabineros de Chile en las protestas que se convocan como conmemoración de su asesinato.[cita requerida] Muchas organizaciones, preuniversitarios populares e incluso becas de financiamiento universitario llevan su nombre.